# Ton de Leeuw
Ton de Leeuw (Rotterdam, 16 de novembre, 1926 - París, 31 de maig, 1996), va ser un destacat compositor i pedagog musical neerlandès.

## Biografia
Va estudiar composició amb Henk Badings, Louis Toebosch i Everhard van Beijnum. A partir de 1949 va estudiar a París amb Olivier Messiaen (anàlisi) i Thomas de Hartmann (orquestració). A causa del seu interès per la música no occidental, també va estudiar etnomusicologia amb Jaap Kunst a Amsterdam.
Va treballar com a director musical a la "Dutch Radio Union" fins al 1959. De 1959 a 1987 va estar afiliat al Conservatori Sweelinck d'Amsterdam, primer com a professor titular de composició, música contemporània i música no occidental, i des de 1984 com a director artístic. També va treballar com a investigador associat sènior al Departament de Musicologia de la Universitat d'Amsterdam.
El 1964 es va publicar el seu llibre: Music of the Twentieth Century.
El 1956 De Leeuw va rebre el Prix Italia pel seu oratori radiofònic Job i el 1958 el Prix des Jeunesses Musicales pel seu Quartet de corda. Va rebre el premi Matthijs Vermeulen l'any 1982 per la seva obra coral Car nos vignes sont en fleur, basada en texts de la Cançó bíblica de les cançons. També va rebre aquest premi per les seves Tres cançons de Shakespeare, pòstum-ament, l'any 1997.
De Leeuw va morir el 31 de maig de 1996 a París.
Entre els alumnes de Ton de Leeuw hi havia Bernard van Beurden, Margriet Hoenderdos, Guus Janssen, Tristan Keuris, Jos Kunst, Leo Samama, Daan Manneke, Chiel Meijering, Wim de Ruiter, Jan Vriend i Alex Manassen.
El seu arxiu de treball, que conté correspondència, documentació personal, autògrafs i programes, va ser traslladat a les Col·leccions de l'Institut de Música dels Països Baixos als Arxius Municipals de l'Haia el 2022.

## Treballs teòrics
- Música Experimental, Cicle de conferències de la temporada 1957-'58 per a l'A.V.R.O. micròfon subjectat. Associació General de Radiodifusió. n.d., Amb figures, fotos i exemples musicals (plegables).
- Música del segle xx. Una investigació sobre els seus elements i estructura. Amb 111 exemples musicals i 7 figures. Utrecht, A. Oosthoek's Publishing Company 1964. 2a edició, 1991. 200 p.
- El llenguatge de la música al segle XX: desenvolupament, estructures, tendències (trad. F. Berger). Stuttgart, 1995.
- Música del segle XX: estudi dels seus elements i estructura. Amsterdam, University Press, 2005.

## Obres (selecció)
- Música fúnebre in memoriam Willem Pijper (1948), per a orquestra
- Tres estudis africans (1954), per a piano
- Sonatina (1955), per a violí i piano
- Moviments retrògrads (1960), per a orquestra
- Òpera televisiva Alceste (1962).
- Els homes van el seu camí (1964), per a piano
- Música espacial I (1958–66), per a orquestra
- Música espacial II (1972), per a conjunt de percussió
- Gending (1975) per a conjunt gamelan
- Mountains (1977), per a clarinet baix i banda sonora [18'][2]
- Música Modal (1979), per a acordió
- Car les nostres vinyes estan en flor (1981), per a cor
- Chimères (1984), per a quatre veus
- Resonances (1985), per a orquestra simfònica (1985)
- Les Adieux (1988), per a piano
- Danses sacres (1990), per a piano i orquestra
- Antígona (1990–1991), òpera
- Tres cançons de Shakespeare (1995), per a veu i conjunt